# Martin Leifelt
Martin Leifelt (22 de junio de 1982) es un deportista danés que compitió en vela en la clase Star. Ganó una medalla de bronce en el Campeonato Europeo de Star de 2002.

## Palmarés internacional
| \| Campeonato Europeo \| Campeonato Europeo \| Campeonato Europeo \| Campeonato Europeo \| \| Año \| Lugar \| Medalla \| Clase \| \| ------------------ \| ------------------ \| ------------------ \| ------------------ \| \| 2002 \| Génova (Italia) \| Medalla de bronce \| Star \| |                 |                   |       |
| Campeonato Europeo |                 |                   |       |
| Año | Lugar           | Medalla           | Clase |
| 2002 | Génova (Italia) | Medalla de bronce | Star  |